# Edmond Vergnet
Edmond Vergnet (Montpeller, 1850 - Niça, 1904) fou un cantant francès.
Estudià en el Conservatori de París i començà a donar-se a conèixer en els concerts de la Pépinière i en els de Lamoreux. Després passà al teatre de l'Òpera, on aconseguí repetits èxits amb Roberto il diavolo, amb el que debutà el 1874; La favorita, Faust, Der Freischütz, Hamlet, Don Giovanni, El profeta, etc..
Es feu aplaudir també en el Covent Garden de Londres, en el teatre de la Moneda de Brussel·les, a Montecarlo, en alguns teatres d'Itàlia, etc.